# Bend Studio
Bend Studio — американская частная компания, специализирующаяся на разработке компьютерных игр. Основана в 1993 году. Штаб-квартира расположена в США, в городе Бенд. Дочерняя компания PlayStation Studios.

## История
В 1993 году Марк Бланк и Майкл Берлин создали компанию «Blank, Berlin & Co». Изначально студия разрабатывала игры и различные приложения для Apple Newton, затем расширила производство до ПК и игровых консолей. В это время студия сменила название на «Eidetic», к ней присоединился Кристофер Риз. Первой консольной игрой стала Bubsy 3D, выпущенная для PlayStation в 1996 году. Это была первая игра студия, созданная в 3D, поэтому разработка проходила непросто. В то время в студии работали 8 человек. Проект стал критическим и коммерческим провалом.
В конце 1997 года продюсер 989 Studios, принадлежавшей Sony, обратился к Eidetic с одностраничным синопсисом шпионского триллера, который стал бы ответом успешному GoldenEye 007. Синопсис носил название Syphon Filter, которое не имело смысла, а также не содержал сюжета или персонажей, но отражал идеи для сеттинга и геймплейные механики. Sony доверила проект Eidetic, несмотря на неудачу Bubsy 3D, так как у команды уже был опыт создания игры для PlayStation и готовый движок, на котором можно было запустить игру. Для разработки Syphon Filter были наняты ещё 5 человек.
Создание Syphon Filter давалось тяжело, поскольку у Eidetic не было опыта в разработке игр жанра стелс-экшен. Более того, сооснователь студии Майкл Берлин был настолько вымотан игрой морально, что покинул компанию во время разработки. По причине постоянно срывавшихся дедлайнов, переделки игровых механик, сюжета и структуры в целом Syphon Filter несколько раз был на грани отмены. Сценарист и режиссёр Джон Гарвин присоединился к команде Eidetic после того, как был создан первый прототип игры. Несмотря на все сложности продюсер 989 Studios Конни Бут имела огромную веру в игру.
Релиз Syphon Filter состоялся 17 февраля 1999 года. Игра разошлась тиражом более миллиона копий в первый год после выхода, превзойдя ожидания Sony и Eidetic.
Студия была приобретена Sony в 2000 году после выпуска Syphon Filter 2 и сосредоточилась на создании ещё четырёх проектов в этой серии. Название было изменено на Bend Studio.
В 2007 году, после релиза Syphon Filter: Logan’s Shadow, Bend Studio захотела попробовать свои силы в другой франшизе. Поэтому было решено взяться за разработку игры в серии Resistance для PlayStation Portable по причине схожести Resistance и Syphon Filter. В студии была создана демо-версия игры, которую продемонстрировали продюсерам Sony Worldwide Studious, а также создателям серии Resistance — Insomniac Games. Таким образом Bend Studio получили одобрение на разработку Resistance: Retribution.
После релиза Resistance: Retribution в 2009 году Bend Studio выделили девятерых сотрудников для создания нового проекта. Им стал Uncharted: Golden Abyss для PlayStation Vita. Когда разработчики из Bend впервые посетили офис Naughty Dog (создатели оригинальной серии Uncharted для PlayStation 3), некоторые их идеи для игры были отвергнуты. На самом же деле в Naughty Dog были впечатлены видением Bend, поэтому дали добро на разработку. Bend Studio тесно сотрудничали с Naughty Dog при создании игры и получили разрешение использовать все наработки для Uncharted: Drake’s Fortune и Uncharted 2: Among Thieves. Golden Abyss была выпущена как одна из игр стартовой линейки PS Vita в Японии 17 декабря 2011 года. Позднее, 14 февраля 2012 года состоялся релиз в США.
Последней разработанной игрой компании стала Days Gone для Playstation 4, полноценное производство которой началось в 2015 году, а выход в 2019. Игра стала первым крупным консольным проектом студии с 2004 года.
В декабре 2020 года стало известно, что студию покинули двое ключевых руководителей, Джон Гарвин и Джефф Росс. Еще в 1997 году Джон Гарвин начал работу в качестве художественного руководителя в небольшой студии Eidetic, которая со временем преобразовалась в Bend Studio. Гарвин выступал сценаристом и постановщиком каждой игры студии, начиная с Syphon Filter, в том числе Resistance: Retribution и Uncharted Golden Abyss.
В июне 2021 года сообщалось, что Bend работает над новой игрой, используя механики Days Gone. В июне 2022 года студия представила свой обновленный логотип. В январе 2025 года, на фоне неудачного запуска Concord, Sony отменила мультиплеерную игру студии, находящуюся в разработке с 2021 года. В июне 2025 года в студии произошло сокращение штата, порядка 40 сотрудников были уволены

## Разработанные игры
| Год  | Название                                    | Платформа(ы)                          | Издатель                       | Примечания |
| ---- | ------------------------------------------- | ------------------------------------- | ------------------------------ | ---------- |
| 1993 | Columbo’s Mystery Capers                    | Apple Newton                          | StarCore                       |            |
| 1993 | Dell Crossword Puzzles                      | Apple Newton                          | StarCore                       |            |
| 1994 | Dell Crossword Puzzles and Other Word Games | Apple Newton                          | StarCore                       |            |
| 1994 | Motile                                      | Apple Newton                          | StarCore                       |            |
| 1994 | Live Action Football                        | Classic Mac OS, Windows               | Accolade                       |            |
| 1996 | Bubsy 3D                                    | PlayStation                           | Accolade                       |            |
| 1999 | Syphon Filter                               | PlayStation                           | Sony Computer Entertainment    |            |
| 2000 | Syphon Filter 2                             | PlayStation                           | Sony Computer Entertainment    |            |
| 2001 | Syphon Filter 3                             | PlayStation                           | Sony Computer Entertainment    |            |
| 2004 | Syphon Filter: The Omega Strain             | PlayStation 2                         | Sony Computer Entertainment    |            |
| 2006 | Syphon Filter: Dark Mirror                  | PlayStation 2, PlayStation Portable   | Sony Computer Entertainment    |            |
| 2007 | Syphon Filter: Logan’s Shadow               | PlayStation 2, PlayStation Portable   | Sony Computer Entertainment    |            |
| 2007 | Syphon Filter: Combat Ops                   | PlayStation Portable                  | Sony Computer Entertainment    |            |
| 2009 | Resistance: Retribution                     | PlayStation Portable                  | Sony Computer Entertainment    |            |
| 2011 | Uncharted: Golden Abyss                     | PlayStation Vita                      | Sony Computer Entertainment    |            |
| 2012 | Uncharted: Fight for Fortune                | PlayStation Vita                      | Sony Computer Entertainment    | [ 7 ]      |
| 2019 | Days Gone                                   | Windows, PlayStation 4, PlayStation 5 | Sony Interactive Entertainment | [ 8 ]      |